# Algemene begraafplaats Harlingen

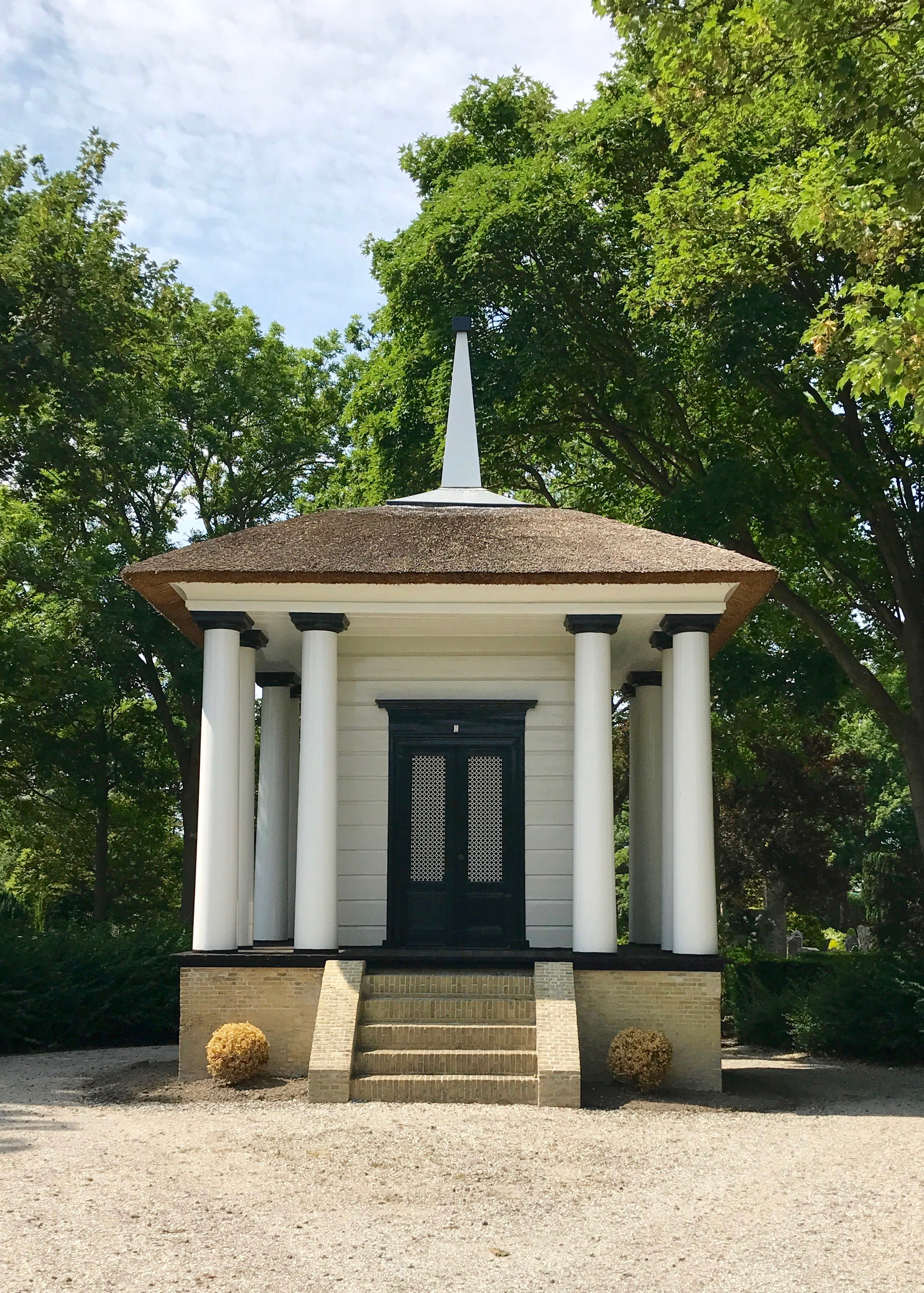
Lijkenhuis

De algemene begraafplaats Harlingen is een gemeentelijke begraafplaats gelegen aan de Begraafplaatslaan in de Nederlands plaats Harlingen. De begraafplaats is in 1830 gesticht, en komt voor op kadastrale tekeningen uit 1832.

## Joodse begraafplaats
Deze bevindt zich sinds 1868 op de algemene begraafplaats.

## Rijksmonumenten
De volgende onderdelen van het kerkhof hebben de status van rijksmonument:
- Lijkenhuis, gebouwd rond 1865 in neoclassicistische stijl. Het ligt op een verbreding van de centrale as van de begraafplaats die loopt van het toegangshek naar het westen. Het fungeert momenteel als columbarium.
- De Joodse begraafplaats met gietijzeren hekwerk (1909).
- Reinigingshuis, gebouwd in 1909, behorend bij de Joodse begraafplaats, gelegen aan de oostzijde van de omheinde Joodse begraafplaats.
- Grafmonument met putti, voor Josina Wilhelma Scheuer-Braams (1841-1880), gemaakt rond 1880 door L.P. Stracké uit Rotterdam. Het staat niet ver van het centrale pad, aan de reand van het linker perk van de derde rij perken, gezien vanaf de ingang.
- Grafmonument voor H.W. Brouwer (1874-1916), gemaakt in 1916 naar ontwerp van keramist W.C. Brouwer (1877-1933). Het bevindt zich, gezien vanaf de ingang gezien, op het rechter perk van de derde rij perken.
- Toegangshek van gietijzer, waarschijnlijk gemaakt rond 1865, toegeschreven aan Benedictus Mohrmann, ijzergieter in Leeuwarden. Het staat in het midden van de oorspronkelijke zuidkant van de begraafplaats op de overkluizing over de omgrachting.

## Tweede Wereldoorlog

### Oorlogsgraven van het Gemenebest
Op het zuidwestelijk deel van de begraafplaats liggen 67 doden uit de Tweede Wereldoorlog begraven, afkomstig uit landen van het Gemenebest; de meesten waren in dienst van de luchtmacht.
Twee waren Canadezen.
Van 22 doden is de identiteit onbekend.
Verder liggen er nog vier ongeïdentificeerde doden van andere nationaliteiten, waaronder drie Belgen.
Onder de doden is Luitenant-ter-zee Thomas E. Brooker.
Hij kwam om het leven bij Operatie Dynamo, de evacuatie van Britse troepen uit Duinkerke.
Hij diende op de sleepboot HMS St.-Abbs, die door een Duits vliegtuig tot zinken werd gebracht.
Op de begraafplaats staat een herdenkingskruis (Cross of Sacrifice) naar ontwerp van Sir Reginald Blomfield.
Het is uitgevoerd in natuursteen, en er is een bronzen zwaard op aangebracht.

### Monument burgerslachtoffers
In 1952 werd op het monument "Neuengamme" onthuld, ter herdenking van burgerslachtoffers van de oorlog.
Het bestaat uit een zuil van natuursteen en zes gedenkstenen.